# شهرستان کلیولند (کارولینای شمالی)
شهرستان کلیولند، کارولینای شمالی (به انگلیسی: Cleveland County, North Carolina) یک سکونتگاه مسکونی در ایالات متحده آمریکا است که در کارولینای شمالی واقع شده‌است.

## خصوصیات
شهرستان کلیولند ۱٬۲۱۴٫۷۱ کیلومترمربع مساحت دارد.